# Az Amerikai Egyesült Államok elnökjelöltjeinek listája (1856–jelenleg)
Ez a lista tartalmazza az Amerikai Egyesült Államok elnökjelöltjeit az 1856-os választás óta.
Az Egyesült Államok történetének nagy részében kétpártrendszer volt az országban és ezek a pártok általában dominánsak voltak a választások közben is. Jelenleg a két nagy párt a Demokrata Párt és a Republikánus Párt. Az amerikai polgárháború előtt a nagy pártok között volt a Föderalista Párt, a Demokrata-Republikánus Párt, a Nemzeti Republikánus Párt és a Whig Párt. A legtöbb választáson indultak független vagy harmadik pártokból is jelöltek, de a 12. alkotmánymódosítás elfogadása óta nem nyert ilyen jelölt.

## Lista
| Év   | Demokrata Párt                                               | Republikánus Párt                                                               | Egyéb |
| ---- | ------------------------------------------------------------ | ------------------------------------------------------------------------------- | --- |
| 1856 | James Buchanan (Pa.) – John C. Breckinridge (Ky.)            | John Fremont (Kalif.) – William Dayton (N.J.)                                   | Millard Fillmore – Andrew Jackson Donelson (Know Nothing, valamint Whig Párt) |
| 1860 | Stephen A. Douglas (Ill.) – Herschel Vespasian Johnson (Ga.) | Abraham Lincoln (Ill.) – Hannibal Hamlin (Maine)                                | John C. Breckinridge – Joseph Lane (Déli Demokrata) John Bell – Edward Everett (Constitutional Union, valamint Whig Párt) |
| 1864 | George McClellan (N.J.) – G. H. Pendleton (Ohio)             | Abraham Lincoln (Ill.) – Andrew Johnson (Tenn.)                                 | |
| 1868 | Horatio Seymour (N.Y.) – Francis Blair (Mo.)                 | Ulysses S. Grant (Ill.) – Schuyler Colfax (Ind.)                                | |
| 1872 | Horace Greeley (N.Y.) – B. Gratz Brown (Mo.)                 | Ulysses S. Grant (Ill.) – Henry Wilson (Mass.)                                  | Charles O'Conor – Charles Francis Adams (Straight Out Democratic) |
| 1876 | Samuel J. Tilden (N.Y.) – Thomas Hendricks (Ind.)            | Rutherford B. Hayes (Ohio) – William A. Wheeler (N.Y.)                          | Peter Cooper – Samuel Fenton Cary (Greenback) Green Clay Smith – Gideon T. Stewart (Prohibition) |
| 1880 | Winfield Scott Hancock (Pa.) – William English (Ind.)        | James A. Garfield (Ohio) – Chester A. Arthur (N.Y.)                             | James B. Weaver – Benjamin J. Chambers (Greenback) Neal Dow – Henry A. Thompson (Prohibition) |
| 1884 | Grover Cleveland (N.Y.) – Thomas Hendricks (Ind.)            | James Blaine (Maine) – John A. Logan (Ill.)                                     | Benjamin F. Butler – Absolom M. West (Greenback/Anti-Monopoly) John P. St. John – William Daniel (Prohibition) |
| 1888 | Grover Cleveland (N.Y.) – Allen G. Thurman (Ohio)            | Benjamin Harrison (Ind.) – Levi Morton (N.Y.)                                   | Clinton B. Fisk – John A. Brooks (Prohibition) Alson J. Streeter – Charles E. Cunningham (Egyesült Munkás Párt) |
| 1892 | Grover Cleveland (N.Y.) – Adlai E. Stevenson (Ill.)          | Benjamin Harrison (Ind.) – Whitelaw Reid (N.Y.)                                 | James B. Weaver – James G. Field (Populista Párt) John Bidwell – James B. Cranfill (Prohibition) Simon Wing – Charles H. Matchett (Szocialista Munkás Párt)                                                                                       |
| 1896 | William Jennings Bryan (Neb.) – Arthur Sewall (Maine)        | William McKinley (Ohio) – Garret Hobart (N.J.)                                  | John M. Palmer (Ill.) – Simon Bolivar Buckner, Sr. (Ky.) (Nemzeti Demokrata Párt) Joshua Levering – Hale Johnson (Prohibition) Charles H. Matchett – Matthew Maguire (Szocialista Munkás Párt)                                                    |
| 1900 | William Jennings Bryan (Neb.) – Adlai E. Stevenson (Ill.)    | William McKinley (Ohio) – Theodore Roosevelt (N.Y.)                             | John G. Woolley – Henry B. Metcalf (Prohibition) Eugene V. Debs (Ind.) – Job Harriman (Szocialista) Wharton Barker – Ignatius L. Donnelly (Populista Párt) Joseph F. Malloney – Valentine Remmel (Szocialista Munkás Párt)                        |
| 1904 | Alton B. Parker (N.Y.) – Henry G. Davis (W.V.)               | Theodore Roosevelt (N.Y.) – Charles W. Fairbanks (Ind.)                         | Eugene V. Debs (Ind.) – Benjamin Hanford (Szocialista) Silas C. Swallow – George W. Carroll (Prohibition) Thomas E. Watson – Thomas Tibbles (Populista Párt) Charles H. Corregan – William Wesley Cox (Szocialista Munkás Párt)                   |
| 1908 | William Jennings Bryan (Neb.) – John W. Kern (Ind.)          | William Howard Taft (Ohio) – James S. Sherman (N.Y.)                            | Eugene V. Debs (Ind.) – Benjamin Hanford (Szocialista) Eugene W. Chafin – Aaron S. Watkins (Prohibition) Thomas L. Hisgen – John Temple Graves (független) August Gillhaus – Donald L. Munro (Szocialista Munkás Párt)                            |
| 1912 | Woodrow Wilson (N.J.) – Thomas R. Marshall (Ind.)            | William Howard Taft (Ohio) – James S. Sherman (N.Y.)/Nicholas M. Butler (N.Y.)* | Theodore Roosevelt (N.Y.) – Hiram W. Johnson (Kalif.) (1912-es Progresszív Párt) Eugene V. Debs (Ind.) – Emil Seidel (Szocialista) Eugene W. Chafin – Aaron S. Watkins (Prohibition) Arthur E. Reimer – August Gillhaus (Szocialista Munkás Párt) |
| 1916 | Woodrow Wilson (N.J.) – Thomas R. Marshall (Ind.)            | Charles Evans Hughes (N.Y.) – Charles W. Fairbanks (Ind.)                       | Allan L. Benson – George R. Kirkpatrick (Szocialista) J. Frank Hanly – Ira Landrith (Prohibition) Arthur E. Reimer – Caleb Harrison (Szocialista Munkás Párt)                                                                                     |
| 1920 | James M. Cox (Ohio) – Franklin D. Roosevelt (N.Y.)           | Warren G. Harding (Ohio) – Calvin Coolidge (Mass.)                              | Eugene V. Debs (Ind.) – Seymour Stedman (Szocialista) Parley P. Christensen – Maximillian Hays (Farmer-Labor) Aaron Watkins – D. Leigh Colvin (Prohibition)                                                                                       |
| 1924 | John W. Davis (W.V.) – Charles W. Bryan (Neb.)               | Calvin Coolidge (Mass.) – Charles G. Dawes (Ill.)                               | Robert M. LaFollette – Burton K. Wheeler (1924-es Progresszív Párt) Frank T. Johns – Verne L. Reynolds (Szocialista Munkás Párt) |
| 1928 | Al Smith (N.Y.) – Joseph Taylor Robinson (Ark.)              | Herbert Hoover (Kalif.) – Charles Curtis (Kans.)                                | Norman Thomas – James H. Maurer (Szocialista) William Z. Foster – Ben Gitlow (Kommunista) Verne L. Reynolds – Jeremiah D. Crowley (Szocialista Munkás Párt)                                                                                       |
| 1932 | Franklin D. Roosevelt (N.Y.) – John Nance Garner (Tex.)      | Herbert Hoover (Kalif.) – Charles Curtis (Kans.)                                | Norman Thomas – James H. Maurer (Szocialista) William Z. Foster – James W. Ford (Kommunista) William D. Upshaw – Frank S. Regan (Prohibition) Verne L. Reynolds – John W. Aiken (Szocialista Munkás Párt)                                         |
| 1936 | Franklin D. Roosevelt (N.Y.) – John Nance Garner (Tex.)      | Alf Landon (Kans.) – Frank Knox (Ill.)                                          | William Lemke – Thomas C. O'Brien (Union) Norman Thomas – George A. Nelson (Szocialista) Earl Browder – James W. Ford (Kommunista) D. Leigh Colvin – Claude A. Watson (Prohibition)                                                               |
| 1940 | Franklin D. Roosevelt (N.Y.) – Henry A. Wallace (Iowa)       | Wendell Willkie (Ind.) – Charles L. McNary (Ore.)                               | Norman Thomas – Maynard C. Krueger (Szocialista) Roger W. Babson – Edgar V. Moorman (Prohibition) |
| 1944 | Franklin D. Roosevelt (N.Y.) – Harry S. Truman (Mo.)         | Thomas Dewey (N.Y.) – John W. Bricker (Ohio)                                    | Norman Thomas – Darlington Hoopes (Szocialista) Claude A. Watson – Andrew Johnson (Prohibition) |
| 1948 | Harry S. Truman (Mo.) – Alben W. Barkley (Ky.)               | Thomas Dewey (N.Y.) – Earl Warren (Kalif.)                                      | Strom Thurmond – Fielding L. Wright (States' Rights) Henry A. Wallace – Glen H. Taylor (1948-as Progresszív Párt) Norman Thomas – Tucker P. Smith (Szocialista) Edward A. Teichert – Stephen Emery (Szocialista Munkás Párt)                      |
| 1952 | Adlai Stevenson II (Ill.) – John Sparkman (Ala.)             | Dwight D. Eisenhower (N.Y.) – Richard Nixon (Kalif.)                            | Vincent Hallinan – Charlotta Bass (1948-as Progresszív Párt) Eric Hass – Georgia Cozzini (Szocialista Munkás Párt) |
| 1956 | Adlai Stevenson II (Ill.) – Estes Kefauver (Tenn.)           | Dwight D. Eisenhower (N.Y.) – Richard Nixon (Kalif.)                            | |
| 1960 | John F. Kennedy (Mass.) – Lyndon B. Johnson (Tex.)           | Richard Nixon (Kalif.) – Henry Cabot Lodge, Jr. (Mass.)                         | |
| 1964 | Lyndon B. Johnson (Tex.) – Hubert Humphrey (Minn.)           | Barry Goldwater (Ariz.) – William E. Miller (N.Y.)                              | |
| 1968 | Hubert Humphrey (Minn.) – Edmund Muskie (Maine)              | Richard Nixon (N.Y.) – Spiro Agnew (Md.)                                        | George Wallace – Curtis LeMay (Amerikai Független Párt) |
| 1972 | George McGovern (S.D.) – Sargent Shriver (Md.)               | Richard Nixon (Kalif.) – Spiro Agnew (Md.)                                      | John G. Schmitz – Thomas J. Anderson (Amerikai Független Párt) |
| 1976 | Jimmy Carter (Ga.) – Walter Mondale (Minn.)                  | Gerald Ford (Mich.) – Bob Dole (Kans.)                                          | Eugene McCarthy – (független) Roger MacBride – David Bergland (Libertárius Párt) Peter Camejo – Willie Mae Reid (Szocialista Munkás Párt) Gus Hall – Jarvis Tyner (Kommunista Párt) Lyndon LaRouche – Ronald Wayne Evans (Amerikai Munkás Párt)   |
| 1980 | Jimmy Carter (Ga.) – Walter Mondale (Minn.)                  | Ronald Reagan (Kalif.) – George H. W. Bush (Tex.)                               | John B. Anderson – Patrick J. Lucey (független) Ed Clark – David H. Koch (Libertárius Párt) Barry Commoner – LaDonna Harris (Citizens) Gus Hall – Angela Davis (Kommunista Párt)                                                                  |
| 1984 | Walter Mondale (Minn.) – Geraldine Ferraro (N.Y.)            | Ronald Reagan (Kalif.) – George H. W. Bush (Tex.)                               | David Bergland – James A. Lewis (Libertárius Párt) Dennis L. Serrette – Nancy Ross (New Alliance) |
| 1988 | Michael Dukakis (Mass.) – Lloyd Bentsen (Tex.)               | George H. W. Bush (Tex.) – Dan Quayle (Ind.)                                    | Ron Paul – Andre Marrou (Libertárius Párt) Lenora Fulani – (New Alliance) |
| 1992 | Bill Clinton (Ark.) – Al Gore (Tenn.)                        | George H. W. Bush (Tex.) – Dan Quayle (Ind.)                                    | Ross Perot – James Stockdale (független) Andre Marrou – Nancy Lord (Libertárius Párt) Lenora Fulani – Maria Elizabeth Muñoz (New Alliance) |
| 1996 | Bill Clinton (Ark.) – Al Gore (Tenn.)                        | Bob Dole (Kans.) – Jack Kemp (N.Y.)                                             | Ross Perot – Patrick Choate (Reform Párt) Harry Browne – Jo Jorgensen (Libertárius Párt) Howard Phillips – Herb Titus (Taxpayers) John Hagelin – Michael Tompkins (Natural Law)                                                                   |
| 2000 | Al Gore (Tenn.) – Joe Lieberman (Conn.)                      | George W. Bush (Tex.) – Dick Cheney (Wyo.)                                      | Ralph Nader – Winona LaDuke (Zöld Párt) Pat Buchanan – Ezola Foster (Reform Párt) Harry Browne – Art Olivier (Libertárius Párt) Howard Phillips – Curtis Frazier (Alkotmány Párt) John Hagelin – Nat Goldhaber (Natural Law)                      |
| 2004 | John Kerry (Mass.) – John Edwards (N.C.)                     | George W. Bush (Tex.) – Dick Cheney (Wyo.)                                      | Ralph Nader – Peter Camejo (független/Reform Párt) Michael Badnarik – Richard Campagna (Libertárius Párt) Michael Peroutka – Chuck Baldwin (Alkotmány Párt) David Cobb – Pat LaMarche (Zöld Párt)                                                 |
| 2008 | Barack Obama (Ill.) – Joseph Biden (Del.)                    | John McCain (Ariz.) – Sarah Palin (Alaszka)                                     | Bob Barr – Wayne Allyn Root (Libertárius Párt) Ralph Nader – Matt Gonzalez (független) Cynthia McKinney – Rosa Clemente (Zöld Párt) Chuck Baldwin – Darrell Castle (Alkotmány Párt)                                                               |
| 2012 | Barack Obama (Ill.) – Joseph Biden (Del.)                    | Mitt Romney (Mass.) – Paul Ryan (Wis.)                                          | Jill Stein – Cheri Honkala (Zöld Párt) Gary Johnson – Jim Gary (Libertárius Párt) |
| 2016 | Hillary Clinton (Ill.) – Tim Kaine (Vir.)                    | Donald Trump (NY) – Mike Pence (Ind.)                                           | Gary Johnson – William Weld (Libertárius Párt) Jill Stein – Ajamu Baraka (Zöld Párt) Evan McMullin – Mindy Finn (független) Darrell Castle – Scott Bradley (Alkotmány Párt)                                                                       |
| 2020 | Joe Biden (Del.) – Kamala Harris (Kal.)                      | Donald Trump (Fl.) – Mike Pence (Ind.)                                          | Jo Jorgensen – Spike Cohen (Libertárius Párt) Howie Hawkins – Angela Walker (Zöld Párt) |
| 2024 | Kamala Harris (Kal.) – Tim Walz (Min.)                       | Donald Trump (Fl.) – J. D. Vance (Oh.)                                          | Chase Oliver – Mike ter Maat (Libertárius Párt) Jill Stein – Butch Ware (Zöld Párt) Cornel West – Melina Abdullah (Független) |